# Прекульское староство
Прекульское староство (лит. Priekulės seniūnija) — одно из 11 староств Клайпедского района, Клайпедского уезда Литвы. Административный центр — город Прекуле.

## География
Расположено в западной части Литвы, в Приморской низменности на побережье Куршского залива. По территории староства протекают следующие реки: Дрявярна, Клишупе, Атака, Юодатаке, Дитупе, Миния, Сребале, Кисупе, Ёкулис, Рокупис, Някнупис, Шилупис, Аглуона, Груоде, Пиктварде, Вейвиржас; и каналы: Клайпедский, Свянцельский. Западная прибрежная часть староства довольно сильно заболочена, наиболее крупными болотами являются Тиру и Свянцяле

## Население
Прекульское староство включает в себя город Прекуле и 44 деревни.